# Infraero
Infraero (sigle pour Empresa Brasileira de Infraestrutura Aeroportuária, « entreprise brésilienne d'infrastructure aéroportuaire » en français), créée en 1973,, est une entreprise publique fédérale brésilienne, placée sous l'autorité du ministère de la défense.

## Histoire
À l'occasion de la coupe du monde de football de 2014, Infraero fait face au besoin d'augmenter ses capacités aéroportuaires. Le gouvernement brésilien débourse $3 milliards pour rénover 12 aéroports accueillant les matchs de la coupe du monde.
En novembre 2013, Infraero cède l'aéroport international de Rio de Janeiro-Galeão au consortium Changi-Odebrecht pour $8,3 milliards.
En juin 2015, Infraero procède au spin-off de ses activités de services pour créer une nouvelle entité avec l'allemand Fraport, Infraero Serviços.

## Activités
Infraero gère 67 aéroports au Brésil, qui accueillirent 82 millions de passagers en 2003, ainsi que 81 unités d'appui à la navigation aérienne.

### Aéroports
Aéroports les plus fréquentés, par nombre de passagers, données 2006
1. Aéroport international de Congonhas - 18 459 191
2. Aéroport international Guarulhos - 15 759 181
3. Aéroport international de Brasília - 9 699 911
4. Aéroport international Galeão - 8 856 527
5. Aéroport international de Salvador - 5 425 747
6. Aéroport international de Recife - 3 953 845
7. Aéroport international de Porto Alegre - 3 846 508
8. Aéroport international de Confins - 3 727 501
9. Aéroport Santos Dumont - 3 553 177
10. Aéroport international de Curitiba - 3 532 879